# Gabinete Ouro Preto
O Gabinete Ouro Preto foi o ministério formado pelo Partido Liberal em 7 de junho de 1889 e dissolvido em 15 de novembro do mesmo ano. Foi chefiado por Afonso Celso de Assis Figueiredo, Visconde de Ouro Preto, sendo o 32º e último gabinete do Império do Brasil após o estabelecimento do Decreto n.º 523 de 1847, interrompido pela Proclamação da República. Foi antecedido pelo Gabinete João Alfredo e sucedido pelo Governo Deodoro da Fonseca.

## Contexto

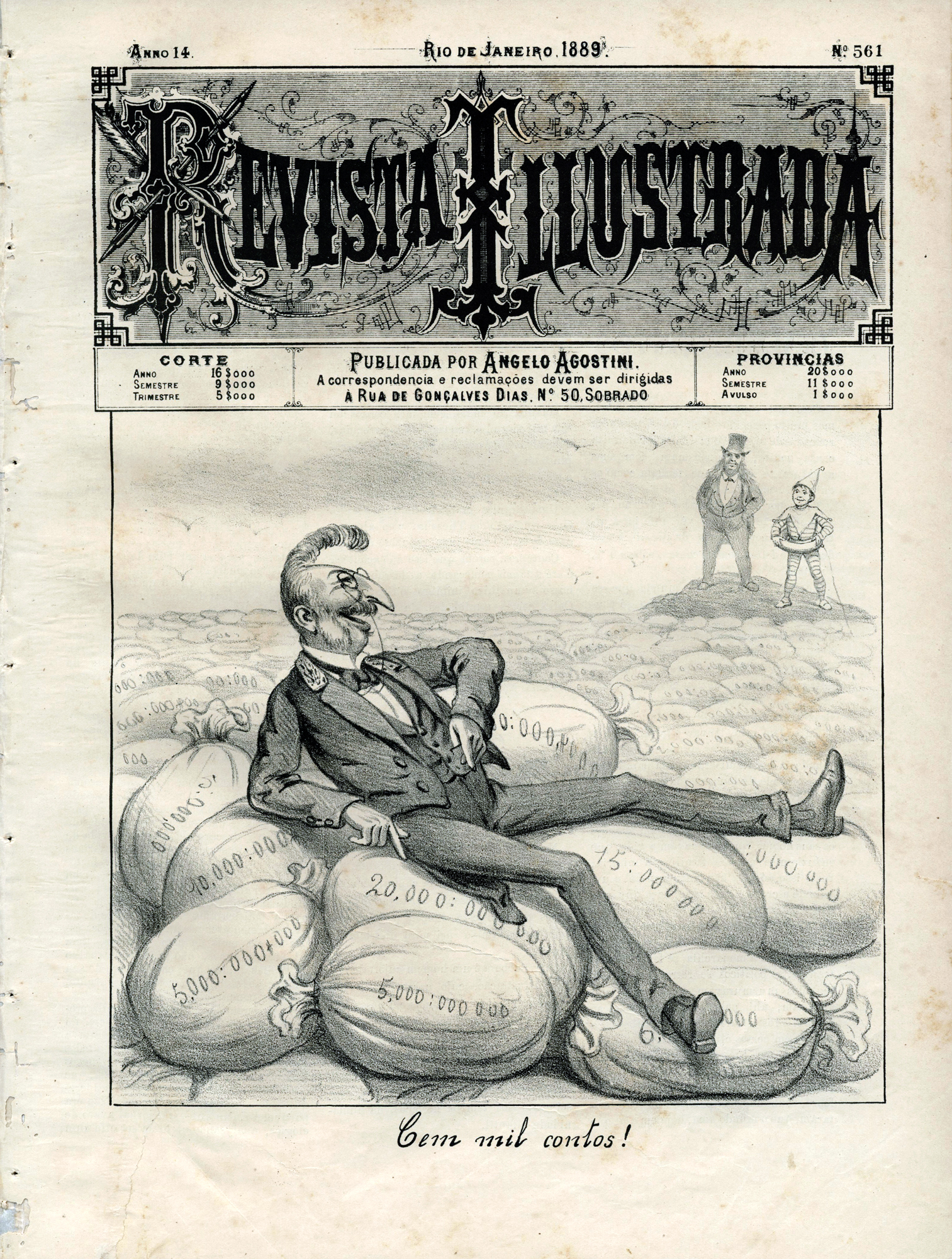
Charge a respeito da gestão Ouro Preto (Revista Illustrada, 1889).

Segundo José Murilo de Carvalho (2007):
Ouro Preto, [...] junto com outros conterrâneos, salientava-se exatamente por traços opostos ao jeito e à flexibilidade. [...] Outro ponto em que se distinguia [...] era em seu forte monarquismo. Admitia o perigo representado pelas tendências republicanas, muito acrescidas depois da abolição da escravidão. Mas, para ele, a resposta não era preparar a república, mas esvaziar a república, mostrar que a monarquia podia fazer, e melhor, as reformas chamadas democráticas.

## Composição
O gabinete foi composto da seguinte forma:
- Presidente do Conselho de Ministros: Afonso Celso de Assis Figueiredo, Visconde de Ouro Preto.
- Ministro dos Negócios do Império: Franklin Américo de Meneses Dória, Barão de Loreto.
- Ministro da Justiça: Cândido Luís Maria de Oliveira.
- Ministro dos Estrangeiros: José Francisco Diana.
- Ministro da Fazenda: Afonso Celso de Assis Figueiredo.
- Ministro da Marinha: José da Costa Azevedo, Barão de Ladário.
- Ministro da Guerra: Rufino Eneias Gustavo Galvão, Visconde de Maracaju, que tendo enfermado, foi substituído interinamente em 3 de setembro do mesmo ano por Cândido Luís Maria de Oliveira, que o tornou a substituir em 19 de outubro.
- Ministro da Agricultura, Comércio e Obras Públicas: Lourenço Cavalcanti de Albuquerque.

## Programa de governo

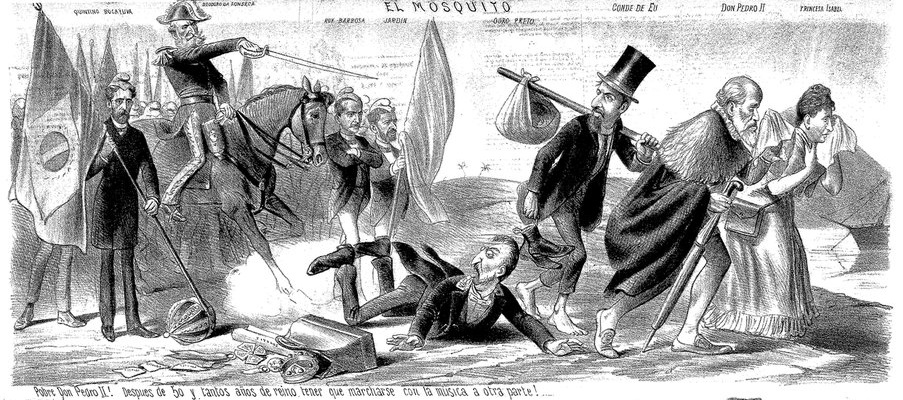
Charge a respeito da queda do Gabinete Ouro Preto (e do Império do Brasil) no contexto da Proclamação da República (El Mosquito, 1889).

Segundo o Presidente do Conselho de Ministros (1889):
Chegaremos a este resultado, senhor, empreendendo com ousadia e firmeza largas reformas na ordem política, social e econômica, inspiradas na escola democrática: reformas que não devem ser adiadas, para não se tornarem improfícuas. O que hoje bastará, amanhã talvez seja pouco. Portanto, conclui, a situação do país define-se, a meu ver, por uma frase - necessidade urgente e imprescindível de reformas liberais.
O gabinete apresentou o seguinte programa de governo:
- Alargar o direito de voto, mantido o alistamento então vigente, e considerando-se como prova de renda legal o fato de saber o cidadão ler e escrever, com as únicas restrições da exigência do exercício de qualquer profissão lícita, e do gozo dos direitos civis e políticos, além da ampliação dos distritos eleitorais.
- Tornar elegíveis os administradores municipais e os presidentes e vice-presidentes de província, recaindo sua escolha sobre lista organizada pelo voto dos cidadãos alistados.
- Dar efetividade às já concedidas por lei ao direito de reunião.
- Instituir a liberdade de culto e seus consectários.
- Fomentar a imigração.
- Instituir a temporariedade ao Senado.
- Reformar o Conselho de Estado, para constitui-lo meramente administrativo, tirando-lhe todo o caráter político.
- Aperfeiçoar e dar liberdade ao ensino público.
- Instituir a máxima relação possível dos direitos de exportação.
- Instituir nova Lei de Terras, que facilite sua aquisição, respeitado o direito do proprietário.
- Reduzir fretes.
- Desenvolver os meios de rápida comunicação, de acordo com um plano previamente assentado.
- Promover a criação de estabelecimentos de crédito, que proporcionem ao comércio, às indústrias e especialmente à lavoura o recursos pecuniários de que carecem.
- Elaborar um código civil.
- Converter a dívida externa.
- Amortizar o papel-moeda.

## Legislação aprovada
O gabinete aprovou a seguinte legislação:
- Decreto nº 10.262 de 6 de julho de 1889: Regula a execução do Decreto nº 3.403 de 24 de novembro de 1888, na parte relativa à bancos de emissão, com capital metálico (vid. Dec. 10.144 de 5 de janeiro de 1889).
- Decreto nº 10.264 de 13 de julho de 1889: Estabelece regras para execução dos Arts. 65, 68 e 69 da Lei nº 602 de 19 de setembro de 1850 e dando outras providências relativas à Guarda Nacional.
- Decreto nº 10.267 de 20 de julho de 1889: Restabelece a taxa de um porcento, exigida pelo Decreto nº 5.536 de 31 de janeiro de 1874, sobre a cunhagem do ouro apresentado para esse fim à casa da moeda por particulares.
- Decreto nº 10.268 de 20 de julho de 1889: Substitui o juramento para a colação dos graus de bacharel e doutor pelas faculdades de Direito e Escola Politécnica e de bacharéis em Letras.
- Decreto nº 10.269 de 20 de julho de 1889: Altera o regulamento da Imprensa Nacional e Diário Oficial.
- Decreto nº 10.298 de 10 de agosto de 1889: Altera o plano para os uniformes dos oficiais de todas as classes da Armada.
- Decreto nº 10.315 de 20 de agosto de 1889: Eleva a 12.000:000$ o crédito extraordinário de 5.000:000$ aberto pelo Decreto nº 10.181 de 9 de fevereiro de 1889 para as vítimas da seca.
- Decreto nº 10.318 de 22 de agosto de 1889: Promulga a convenção sanitária celebrada entre o Império do Brasil e a República do Uruguai.
- Decreto nº 10.319 de 22 de agosto de 1889: Manda executar o regulamento sanitário internacional para a execução da convenção sanitária entre o Brasil, a República Argentina e Uruguai.
- Decreto nº 10.322 de 27 de agosto de 1889: Autoriza o Ministério da Fazenda a contrair um empréstimo que produza a soma de 100.000:000$, de juro e amortização pagáveis em ouro ou moeda corrente ao câmbio de 27 dinheiros por mil réis.
- Decreto nº 10.327 de 31 de agosto de 1889: Regula a ordem da colocação dos ministros e a da substituição do presidente do Supremo Tribunal de Justiça.
- Decreto nº 10.328 de 31 de agosto de 1889: Altera os estatutos do Conservatório de Música.
- Decreto nº 10.336 de 6 de setembro de 1889: Providencia sobre o resgate do papel-moeda.
- Decreto nº 10.341 de 6 de setembro de 1889: Manda executar o ajuste feito com a República Argentina para mútua concessão de medalhas comemorativas da guerra contra o ditador do Paraguai.
- Decreto nº 10.349 de 14 de setembro de 1889: Regula de novo os concursos para empregos de Fazenda.
- Decreto nº 10.353 de 14 de setembro de 1889: Manda executar o ajuste feito entre o Brasil e Portugal sobre a propriedade das obras literárias e artísticas.
- Decreto nº 10.354 de 14 de setembro de 1889: Altera algumas disposições do Decreto Legislativo nº 3.316 de 11 de junho de 1887, relativo ao registro civil.
- Decreto nº 10.363 de 21 de setembro de 1889: Cria mais duas delegacias de polícia no município da Corte.
- Decreto nº 10.369 de 28 de setembro de 1889: Concede ao Banco Nacional do Brasil autorização para funcionar e aprova com alterações os respectivos estatutos, onde se acha consignada a faculdade de emitir bilhetes ao portador convertíveis em ouro e à vista.
- Decreto nº 10.372 de 28 de setembro de 1889: Concede ao Visconde de Figueiredo, ou a uma companhia que organizar, autorização para construir várias obras de melhoramentos, tais como: uma grande bacia abrigada no Porto do Rio de Janeiro para a proteção de navios; um sistema de cais, dentro dessa baía, onde navios de todo o tamanho possam atracar e providos com guindastes, hidráulicos e elevadores, trilhos e desvios de estradas de ferro para assegurar as operações de carga e descarga com a maior economia e rapidez; armazéns e alpendres necessários para o depósito das mercadorias; uma via férrea que parta em comunicação às docas e os armazéns com a Estrada de Ferro D. Pedro II; uma área de terreno, contígua ás docas, suficiente para construção de edifícios destinados ao comércio na cidade e no Porto do Rio de Janeiro.
- Decreto nº 10.385 de 5 de outubro de 1889: Manda revogar o Decreto nº 2.700 de 19 de dezembro de 1860, relativo ás nomeações dos comandos e dos lugares de administração militar da Armada, e fixando para os tempos normais em três anos o período máximo em qualquer das referidas comissões em que têm de funcionar os oficiais da Armada.
- Decreto nº 10.393 de 9 de outubro de 1889: Dá regulamento para execução do Decreto Legislativo nº 2.687 de 6 de novembro de 1875, na parte referente à fundação de engenhos centrais para o fabrico de álcool e de açúcar de cana.
- Decreto nº 10.395 de 9 de outubro de 1889: Cria uma guarda cívica para auxiliar o policiamento da capital do Império e dá-lhe regulamento.
- Decreto nº 10.406 de 19 de outubro de 1889: Aprova o plano de uniformes do Exército.
- Decreto nº 10.410 de 26 de outubro de 1889: Dá nova organização ao conselho de compras da Marinha e revoga o Decreto nº 10.066 de 20 de outubro de 1888.
- Decreto nº 10.411 de 26 de outubro de 1889: Aprova o regulamento para vistorias de embarcações a vapor mercantes e exames de maquinistas que possam nelas servir.
- Decreto nº 10.418 de 30 de outubro de 1889: Aprova o regulamento para o serviço da vacinação anti-carbunculosa.
- Decreto nº 10.423 de 5 de novembro de 1889: Promulga o tratado para a pronta solução da questão de limites pendente entre o Brasil e a República Argentina.
- Decreto nº 10.427 de 9 de novembro de 1889: Concede ao Banco do Comércio a faculdade de emitir bilhetes ao portador, convertíveis em ouro o à vista, e aprova a reforma dos respectivos estatutos.